# Phyllidioidea
Phyllidioidea Rafinesque, 1814 è una superfamiglia di molluschi nudibranchi del sottordine Doridina.

## Descrizione
Le specie di questa superfamiglia sono caratterizzate dall'assenza di radula.

## Tassonomia
La superfamiglia comprende le seguenti famiglie:
- Dendrodorididae O'Donoghue, 1924 (1864)
- Mandeliidae Valdés & Gosliner, 1999
- Phyllidiidae Rafinesque, 1814